# Nymphula graphicalis
Nymphula graphicalis là một loài bướm đêm trong họ Crambidae.